# ÖBB 1067 sorozat
Az ÖBB 1067 sorozat egy osztrák C tengelyelrendezésű 15 kV, 16,7 Hz váltakozó áramú villamosmozdony-sorozat volt. 1961 és 1965 között gyártotta a Jenbacher Werke és az ELIN. Összesen öt db készült belőle. Az ÖBB 1994-ben selejtezte a sorozatot.